# Pseudadoretus arabicus
Pseudadoretus arabicus är en skalbaggsart som beskrevs av Edmund Reitter 1903. Pseudadoretus arabicus ingår i släktet Pseudadoretus och familjen Rutelidae. Inga underarter finns listade i Catalogue of Life.